# دير وارطان
دير القديس وارطان هو دِير كنسيّ يقع في حي الميدان في مدينة حلب، ويتبع النيابة الرسوليّة اللاتينية الكاثوليكية. بُني عام 1936 من قبل الآباء اليسوعيين في حلب من أجل تقديم الخدمات الكنسيّة للكاثوليك في المدينة. خُصّص قسم منه كجناح للإكليريكيّة الأرمنية الكاثوليكية في سوريا، وقسم آخر للمشاريع الخيرية والاجتماعية التي يقودها اليسوعيون.

## الملحقات
يتبع للدير مسرح مدرسي، وملاعب وصالات وأندية للشباب، ومركز صحي يضمّ عدة تخصّصات طبيّة.

## التدمير
خلال الحرب الأهلية السورية، كان موقع الدير خطًّا للاشتباكات المسلحة بين الجيش السوري والمتمردين، وقد تعرض لدمار كبير بعدما استهدفه الطرفان بقذائف الهاون عام 2013.